# 伊恩·默多克
伊恩·默多克（英語：Ian Murdock，1973年4月28日—2015年12月28日），美国程序员，Linux发行版Debian GNU/Linux的开创者，Linux商业公司下一代Linux系统的创始人。

## 生活与工作
伊恩·阿什利·默多克在1973年4月28日出生于西德康斯坦茨。他在美國普渡大学学习期间写作了《Debian宣言》，并于1996年在该校获得了计算机科学學士学位。他以他的前女友德布拉·林恩（Debra Lynn）和他自己的名字（和）为Debian命名。随后他们结婚（1993年到1996年期间）；但在2007年8月10日当周提出离婚，并在2008年1月获得批准。
默多克于2003年受聘于太阳计算机系统公司（Sun Microsystems）并领导印第安纳项目，他将这个项目描述为“从Linux成为操作系统的历史中汲取教训，并用以开发Solaris”；使用来自GNU的GNOME和用户空间工具，加上一套基于网络的包管理系统，这个项目实现了一套完整的OpenSolaris分发版。2007年3月到2010年2月期间，他在Sun新兴平台部门担任副总裁，直到该公司与甲骨文公司合并后辞职。
2011年到2015年期间，默多克在位于印第安纳波利斯的Salesforce营销云平台和开发者社区部门担任副总裁。
从2015年11月至其去世期间，默多克受聘于Docker公司。
默多克在2015年12月28日去世，但他在去世前不久还在使用Twitter。有關當局至今尚未公布任何进一步的消息。Debian社区在12月30日发表了一份悼念声明。

## 死因
2015年12月28日晚，伊恩·默多克在很短的时间内发出一连串语无伦次的推文，宣称他在旧金山格林街自己家附近被警察暴打，而且被威胁自杀。他的朋友担心他会自杀，打电话给旧金山警察局。后者派出一名警员查看伊恩·默多克的状况。
警员从窗户中看见默多克趴在楼梯上。他撞开被锁的前门，身体赤裸，颈部周围绕着电线，没有生命。在晚上7点40分他被确认已经死亡。旧金山医检室的两名调查人员Adam Hellman和Kendall Fudim说，默多克的胸部、腹部，后背，手臂和脚都有瘀伤，但没有外伤或谋杀的明显迹象。
在死亡两天前的12月26日晚11:30，默多克因为喝醉在邻居家前门用力冲撞，仿佛要闯入邻居家里。据称警察到来时，默多克与警察打起架来。后来被记下拒捕和攻击警员的罪名。在警车内他用头猛撞车体而被送往医院。仅在几个小时后，12月27日凌晨2:40，默多克离开医院，回到邻居空前门继续冲撞。这次警察到来，将他带到县监狱让他醒酒并冷静下来。那天他被释放，但要交2万5000美元保释金。在后一天晚上他自杀了。他的家里散布着空酒瓶。一位邻居告诉调查人员，默多克刚与女朋友分手，而且房子还可能会被收回。邻居说，他是出了名的酒鬼，有时候会失去控制。默多克的sister（不清楚到底是姐姐还是妹妹）告诉警官他已经有长达20年的精神问题。
CNN记者在星期三获得的医检报告告诉了我们默多克的死因。
在他自杀的前几个小时，他发出这样一条推文：“如果有人想要来看看警察对我做了些什么，我会非常高兴。”“他们暴打我两次，然后说我攻击警员而对我罚款2万5千美元保释金。他们跟着我到我家，然后将我拉出来又打了一顿。”
医生Amy Hart在解剖报告签名时说，“他是上吊自杀的。他酗酒，患有酒精戒断癫痫和阿斯伯格综合征。”
“跟他一起工作的人都惊奇于他的思维深度，热情和经验。” 在外界得知默多克死后不久Docker CEO Ben Golub说。“他真的非常有才，对我们很多人也是一种启发。他的死对于所有认识他，接触过他的人来说都是一种损失。”

## 脚注
1. ↑  原文：